# مقاطعة لودرديل (ألاباما)
مقاطعة لودرديل (بالإنجليزية: Lauderdale County, Alabama)‏ هي إحدى مقاطعات ولاية ألاباما في الولايات المتحدة. تأسست سنة 1818، بلغ عدد سكانها 92709 نسمة في عام 2010 حسب إحصاء مكتب تعداد الولايات المتحدة وتصل الكثافة السكانية فيها 53.4 نسمة/كم2.

## وصلات خارجية
- www.lauderdalecountyonline.com